# クエーネオサウルス
クエーネオサウルス（学名：Kuehneosaurus ）もしくはキューネオサウルスはルクセンブルクのSteinmergel層群とイングランド南西部のPenarth層群のノール階の地層から発見された、後期三畳紀に生息していたクエーネオサウルス科 (Kuehneosauridae) の絶滅爬虫類。

## 概要
沖合の小さな島々に生息していたと考えられており、当時その地域の気温は 28〜35 ℃の範囲にあった。P. L. Robinsonによって1962年に古生物学者Walther Kühnへの献名として命名され、唯一の種は模式種であるKuehneosaurus latus である。全長はおよそ72cmで、頭胴長は25cm、体幹から飛び出した肋骨が膜によって繋がった最大幅14.3cmになる「翼」を持ち、樹から飛び出した際に落下速度を低減させていた。

## 分類
クエーネオサウルスはRobinsonによる記載論文（1962年）では有鱗目として分類されていた。これは双弓類がもつ下側頭弓（頬骨と方形頬骨、方形骨をつなぐ架橋）が消失し、下顎との関節を受け持つ方形骨が自由になって側頭部の鱗状骨との間に可動関節を持つ、という有鱗目の特徴が見られたためである。しかしその後研究が進むのに合わせてクエーネオサウルスは有鱗目から外されるようになり、現在本属を含む滑空性爬虫類の1科であるクエーネオサウルス科は、他に現生のトカゲ類やムカシトカゲを含む鱗竜類のステムグループとして鱗竜形類に分類されている。

## 航空力学
航空力学的研究によれば、より長い「翼」をもった近縁のクエーネオスクス（クエーネオサウルスの同属別種か同種別性の可能性がある）とは異なり、クエーネオサウルスは恐らく降下角が 45° 以下で降下する滑空性ではなく、その長い肋骨を樹から降りるためのパラシュートとして用いる落下傘降下（降下角 45° 以上）を行っていたと考えられている。2008年のStein 等による研究では、そのパラシュートによる降下速度は 10-12 m/sであったとされている。ピッチ角制御は、現生のトビトカゲと同様に舌骨にある肉垂状の皮膜により行われていた。

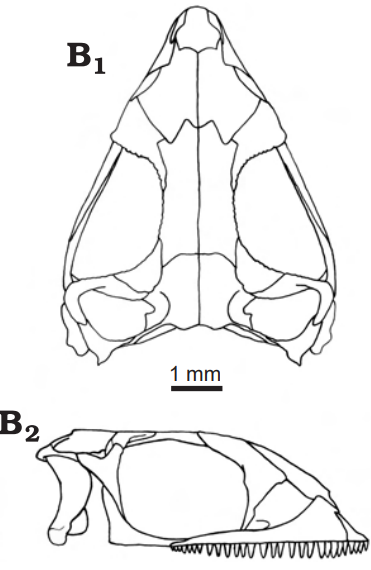
頭蓋骨復元図
注：researchgate上のPDFファイルにはこの図のスケールバーに疑問点があることが他者により指摘されている。Stein et al.(2008) では頭骨最大幅は38 mm である。

## 関連書籍
- Robinson PL (1962) Gliding lizards from the Upper Keuper of Great Britain. Proceedings of the Geological Society of London 1601:137–146.
- Robinson PL (1967a) Triassic vertebrates from upland and lowland. Science and Culture 33:169–173.
- Evans SE, Jones MEH (2010) The Origin, early history and diversification of lepidosauromorph reptiles. In Bandyopadhyay S. (ed.), New Aspects of Mesozoic Biodiversity, 27 Lecture Notes in Earth Sciences 132, 27–44. doi:10.1007/978-3-642-10311-7_2,